# Eremochelis flexacus
Eremochelis flexacus es una especie de arácnido  del orden Solifugae de la familia Eremobatidae.

## Distribución geográfica
Se encuentra en México y en Nevada.